# Lee Siegel
Pour les articles homonymes, voir Siegel.
Lee Siegel est un écrivain américain né le 5 décembre 1957 dans le Bronx (New York). 
Il a écrit des livres et des magazines, comme Harper's Magazine, The New Republic ou plus récemment Against the Machine: Being Human in the Age of the Electronic Mob.